# Wenn der Vater mit dem Sohne (Fernsehserie)
Wenn der Vater mit dem Sohne ist eine insgesamt 13-teilige Fernsehserie des ORF und der ARD. Die Drehbücher schrieb Fritz Eckhardt, der auch die Rolle des Vaters Eduard Haslinger spielte. Regie führte Hermann Kugelstadt. Der Sohn Fredi Haslinger wurde von Peter Weck gespielt.
Vater und Sohn leiten gemeinsam ein Familienunternehmen (Möbel-Fabrik). Beide sind unverheiratet (Vater verwitwet und Sohn öfters mal liiert sowie verlobt) und leben in einem Haushalt, suchen aber jeweils eine passende Frau. Eine Tante (gespielt von Jane Tilden) bringt immer wieder potentielle Kandidatinnen, aber erst in der letzten Folge finden die beiden jeweils ihr Glück und heiraten.
Die Folgen waren 60 Minuten lang.
2009 wurden die 13 Folgen in einer DVD-Box (5 DVDs) veröffentlicht.